# Кальм, Пер
Пер Кальм, реже Петер Кальм (швед. Pehr Kalm, Peter Kalm, фин. Pietari Kalm, лат. Petrus Kalm, 6 марта 1716 — 16 ноября 1779), — финский (шведский) естествоиспытатель, путешественник, профессор экономики в Королевской академии Або (Турку), ректор этой Академии (1756—1757, 1765—1766 и 1772—1773); один из «апостолов Линнея». Получил международную известность после выхода в свет книги, посвящённой экспедиции в Северную Америку. Одним из первых занимался акклиматизацией экзотических растений в Северной Европе.
В литературе на русском языке фамилию учёного иногда записывают как Калм.

## Биография
В апреле 1730 года Кальм начал учёбу в школе города Вааса, а после её окончания в 1735 году поступил в Королевскую академию Або — единственное в то время высшее учебное заведение в Финляндии. В 1740 году Кальм поступил в Уппсальский университет, где он, помимо прочего, занимался ботаникой под руководством великого шведского естествоиспытателя Карла Линнея, а также астрономией под руководством Андерса Цельсия.
В 1747 году в Королевской академии Або (Турку) была учреждена новая профессура — по экономике. Претендуя на должность, Кальм писал, что «профессор экономики может внести неоценимый вклад в осуществление мер, предлагаемых представителями сословий и направленных на увеличение богатства Финляндии». Получив должность, в том числе и при поддержке Карла Линнея, Кальм оставался на ней до своей смерти в 1779 году.

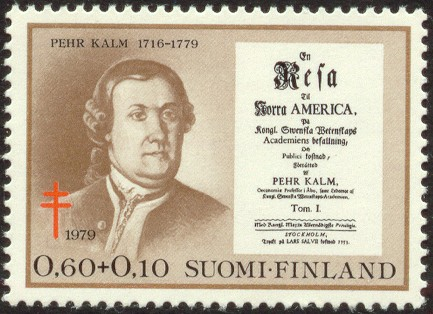
Почтовая марка Финляндии 1979 года, выпущенная в связи с 200-летней годовщиной со дня смерти Пера Кальма. Справа на марке воспроизведён титульный лист первого тома книги «Путешествие в Северную Америку» — главного труда Кальма

Назначение Кальма на должность профессора экономики было частично связано с организацией и финансированием давно планировавшейся шведской экспедицией в Северную Америку. Экспедиция началась в октябре 1747 года; обратно в Стокгольм Кальм вернулся только в конце мая 1751 года. Подготовка и публикация материалов экспедиции шли очень медленно, в 1753—1761 годах вышло три тома на шведском языке под названием «Путешествие в Северную Америку». Подготовку последнего, четвёртого, тома Кальм так и не закончил, часть материалов сгорело во время пожара в Королевской академии Або в 1827 году, уцелевшие части четвёртого тома были опубликованы только в 1920 году.
После возвращения из экспедиции Кальм активно занимался выращиванием североамериканских растений из привезённых семян, однако больших успехов в этом не добился.
Из сохранившегося письма Иоганна Фалька, другого «апостола Линнея», известно, что Императорская академия наук и художеств в Санкт-Петербурге предлагала Кальму переехать в Россию, однако тот, как писал Фальк Линнею, «предпочитая своё чухонское спокойствие петербургскому блеску, отказался от этого». Линней, судя по его переписке, был недоволен этим обстоятельством, в связи с чем в письме санкт-петербургскому академику Герхарду Миллеру не слишком лестно отозвался о Кальме. В апреле 1764 года, рекомендуя Миллеру на должность специалиста по сельскому хозяйству другого своего ученика, Юнаса Фагреуса (Фагрея), он писал: «Могу утверждать со всей решительностью, что следует отдать абсолютное предпочтение Фагрею перед тремя Кальмами — как по солидному образованию, так и по остроте ума».
Под руководством Кальма как профессора экономики было опубликовано 146 академических диссертаций, часть которых по обычаям того времени он написал сам. Тематика большей части этих диссертаций носила сугубо прикладной характер: обоснование необходимости улучшения лесного хозяйства, создание ботанического сада, лечение заболеваний у животных, утилизация сорной травы, возможность создания заменителя кофе. Некоторые диссертации были посвящены описанию городов и провинций Финляндии.

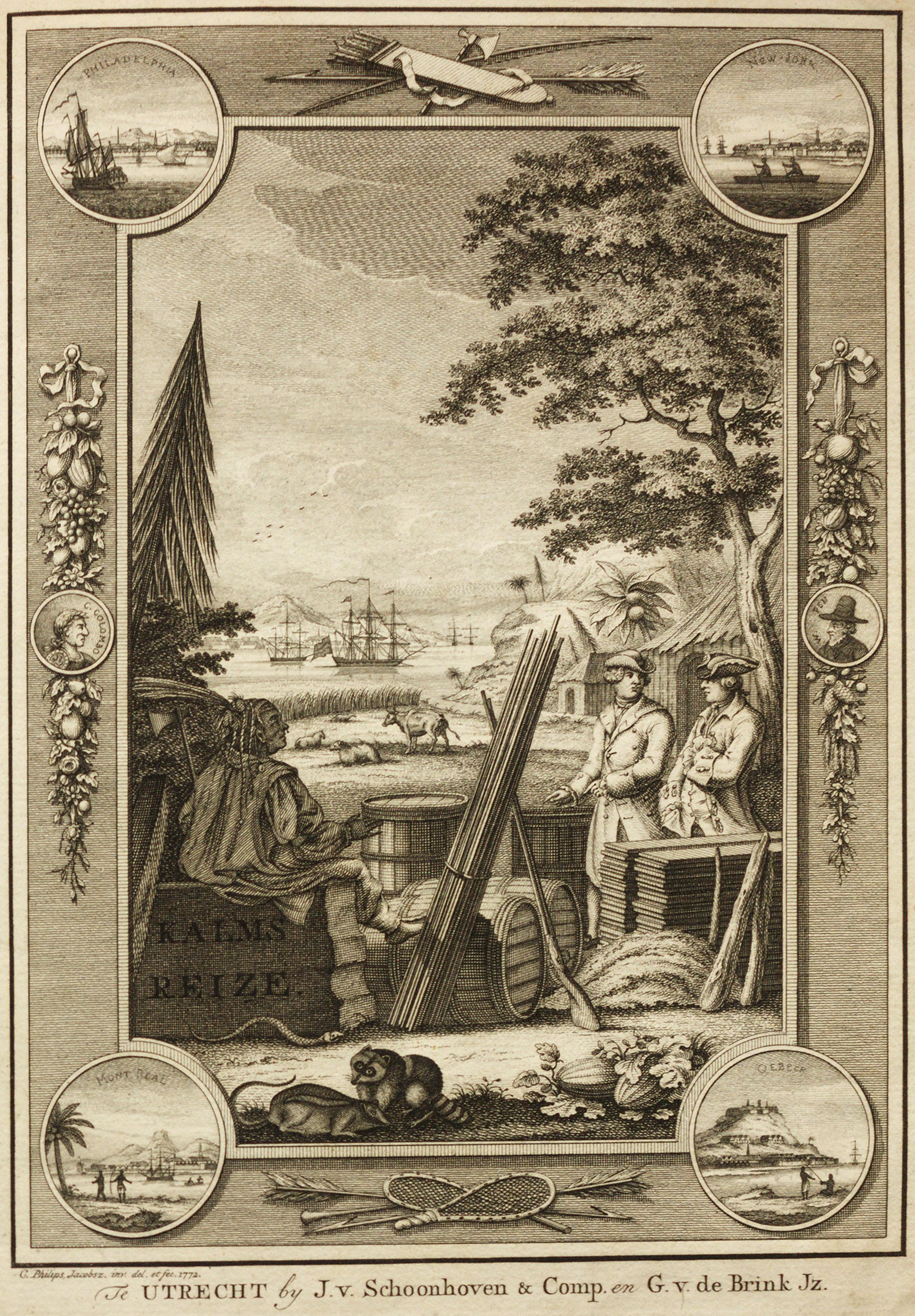
Фронтиспис «Путешествия в Северную Америку» в переводе на голландский язык (1772)

## Основные работы
- P. Kalms Mag. Doc. Västgötha och Bohusländska resa (1746)
- En resa till Norra Amerika Teil I—III (1753—1761)
- Flora fennica (1765)

## Почести
Карл Линней, учитель Кальма, назвал в честь своего ученика род североамериканских красивоцветущих вечнозелёных кустарников из семейства Вересковые (Ericaceae) — Kalmia L. (Кальмия). Один из видов этого рода, кальмию узколистную (Kalmia angustifolia), Кальм привёз из своей экспедиции в Северную Америку и выращивал в Швеции.
Косвенным образом к имени Кальма имеют отношение ещё три названия родов из семейства Вересковые, образованные от названия рода Kalmia:
- Kalmiella Small (Кальмиелла)
- Kalmiopsis Rehder (Кальмиопсис) — монотипный род низкорослых кустарников из штата Орегон, США.
- ×Kalmiothamnus Starling (Кальмиотамнус) = [Kalmiopsis Rehder × Rhodothamnus Lindl. & Paxton]

В честь Кальма также названо около двух десятков видов растений, такие таксоны имеют видовые эпитеты kalmii. Список таких таксонов можно найти в базе данных International Plant Names Index (IPNI).
В 1940 году финский астроном Лийси Отерма (первая женщина — доктор астрономии в Финляндии) открыла астероид, позже названный в честь Пера Кальма: (2332) Кальм.
28 января 2011 года Монетный двор Финляндии начал чеканить монету номиналом в 10 евро с изображением Пера Кальма (в рамках единой европейской серии «Европейские исследователи»). На аверсе монеты изображена кальмия широколистная (Kalmia latifolia), на реверсе — надпись APOSTOLUS LINNAEI («Апостолы Линнея») и Пер Кальм на фоне Ниагарского водопада.

## Интересные факты
В своей книге «Путешествие в Северную Америку» Кальм среди прочего описывает сорт местных яблок, который сегодня называется «Рэмбо» и которое в 1748 году он видел на ферме Питера Рэмбо в Ракуне (Raccoon). Питер Рэмбо заявил Кальму, что его дед, Питер Гуннарссон Рэмбо (Рамберг), один из первых поселенцев в Новой Швеции, привёз семена этих яблок из Швеции, вероятно, из Хизингена.